# ورن، دوبس
ورن، دوبس (به فرانسوی: Verne, Doubs) یک کمون در فرانسه است که در Canton of Baume-les-Dames واقع شده‌است.

## خصوصیات
ورن ۷٫۸۲ کیلومترمربع مساحت و ۱۴۶ نفر جمعیت دارد.